# تجارب تكميلية
في الفيزياء، عادة ما يطلق على تقنيتين تجريبيتين التكاملية إذا قاما بالتحقيق في نفس الموضوع بطريقتين مختلفتين بحيث يمكن التحقق من خصائص أو جوانب مختلفة (مثالية غير متداخلة). فعلى سبيل المثال، غالبا ما يقال إن تجارب تشتت الأشعة السينية وتشتت النيوترونات تجارب مكملة لأن الأولى تكشف عن معلومات عن كثافة الإلكترونات في الذرات في الهدف ولكنها لا تعطي أي معلومات عن النوى (لأنها صغيرة جدا بحيث لا تؤثر في الأشعة السينية تأثيرا كبيرا)، في حين أن الأخيرة تتيح لك دراسة نوى الذرات ولكنها لا تستطيع أن تخبرك بأي شيء عن هياكل الإلكترونات فيها (لأن النيوترونات ، لكونها متعادلة، لا تتفاعل مع الإلكترونات المشحونة ).
تسمى تجارب التشتت في بعض الأحيان تجارب تكميلية عندما تحقق في نفس الخاصية الفيزيائية لنظام من وجهتي نظر متكاملتين بمعنى بور. على سبيل المثال، يقال إن التجارب التي يتم حلها عبر الزمن وتلك التي يتم حلها عبر الطاقة متكاملة. الأول يستخدم نبضة محددة جيدا في الوقت (موقعها معروف جيدا في وقت معين). ويستخدم الأخير نبضة أحادية اللون محددة جيدًا في الطاقة (ترددها معروف جيدًا).